# Stangvikfjorden
Stangvikfjorden er en fjordarm af Breifjorden i Surnadal og Sunndal kommune på Nordmøre. Fjorden går 15 kilometer mod sydøst til Todalsfjorden, og sammen med Todalsfjorden er længden 19 kilometer. Fjorden har indløb mellem Nesøytangen på Nesøya i vest og Stangvik, som fjorden er opkaldt efter i øst. Det meste af fjorden ligger på nordøstsiden af Nesøya og en lang og smal halvø som går nordover fra Ålvund. På den anden siden ligger Ålvundfjorden.
Fra Rykkjem på vestsiden er der færgeforbindelse over fjorden til Kvanne. Færgestrækningen er en del af riksvei 670. Syd for Kvanne svinger fjorden østover, før den ved bebyggelsen Nordvik drejer mod syd igen. Ved næsset Nausta ligger indløbet til Todalsfjorden som går ind til Todalsøra i bunden af fjorden. 
Fra Kvanne og mod syd på østsiden går riksvei 671. 
Stangvikfjorden var, før 1964, sammen med Stangvik kirke centrum i gamle Stangvik prestegjeld og Stangvik kommune.